# Straßenlage
Die Straßenlage eines Kraftfahrzeugs wird in der Fahrdynamik betrachtet.
Als Merkmale zur Bewertung der Straßenlage gelten: 
- Maximal mögliche Grenzgeschwindigkeit in Kurven
- Beherrschbarkeit/Kontrollierbarkeit der Fahreigenschaften
- Verhalten in Wechselkurven, auch als Wedeln bezeichnet
- Geradeauslauf bzw. Richtungsstabilität bei hohen Geschwindigkeiten
- Einfluss von Seitenwind auf die Richtungsstabilität

Nach einer weiteren Definition sind die Begriffe Fahrverhalten und Straßenlage komplementär, gelten aber als weniger scharf definiert, als die ebenfalls komplementäre englischen Definitionen Roadholding und Handling, da sich beide deutschen Begriffe auf die Längs- wie auch Querdynamik beziehen, während sich Handling nur auf die Vertikaldynamik und Roadholding nur auf die Querdynamik bezieht.